# آيت علا (تيداس)
آيت علا هي إحدى مشيخات المملكة المغربية، تتبع جغرافيا لإقليم الخميسات وإداريًا لتيداس. يقدر عدد سكانها بـ 4187 نسمة حسب الإحصاء الرسمي للسكان والسكنى لسنة 2004.